# Legitimationsprobleme im Spätkapitalismus
Legitimitätsprobleme im Spätkapitalismus ist ein soziologisch-zeitdiagnostisches Fachbuch von Jürgen Habermas, das 1973 im Frankfurter Suhrkamp Verlag erschien und 1992 in der 9. Auflage herauskam. 1975 wurde in Boston eine amerikanische Übersetzung von Thomas McCarthy publiziert. Mit dem Buch revidierte Habermas die marxistische Krisentheorie.

## Hauptthese des Buches
Habermas und auch sein ehemaliger Assistent Claus Offe bezeichnen den organisierten oder staatlich geregelten Kapitalismus, dem ihre zeitdiagnostische Analyse in den 1970er-Jahren gilt, als Spätkapitalismus. Historischer Vorgänger diese Gesellschaftsformation ist der Liberalkapitalismus, der in den Anfängen der bürgerlichen Gesellschaft aufkam. Wichtigstes Merkmal dieses Liberalkapitalismus ist die Autonomie der Wirtschaft gegenüber dem Staat. Die ökonomische Sphäre ist dabei ein relativ staatsfreier Raum. Krisen können nur ökonomischer Natur sein. Im organisierten Kapitalismus ändert sich das Verhältnis von Wirtschaft und Staat. Der Staat reguliert den gesamtwirtschaftlichen Kreislauf, er erzeugt und optimiert Verwertungsbedingungen für überschüssig akkumuliertes Kapital. Die Staatslastigkeit des Systems steigt stetig.
Dadurch verlagert sich die Krisendynamik vom ökonomischen in das politische System. Es gelingt wohlfahrtsstaatlichen Institutionen zwar, ökonomische Krisen aufzufangen, doch werden zugleiche Folgekrisen in der Gesellschaft (Bevormundung), der Umwelt (ökologische Krisen) oder dem System der demokratischen Repräsentation (Legitimationskrisen) erzeugt. Die zentrale Annahme des Buches ist, dass die Ausweitung politischer Regulierung und Steuerung gemeinsam mit einer umfassenden gesellschaftlichen Politisierung einen erhöhten soziokulturellen Legitimationsbedarf mit sich bringt. Es entsteht eine Nachfrage nach neuen Formen gesellschaftlicher Rechtfertigung, Sinnstiftung und demokratischer Partizipation, die nicht ausreichend befriedigt werden kann.

## Entstehungszusammenhang und Rezeption
Legitimationsprobleme im Spätkapitalismus entstand als Programmschrift für die Arbeitsplanung des Max-Planck-Instituts zur Erforschung der Lebensbedingungen der wissenschaftlich-technischen Welt in Starnberg, das seit 1971 von Habermas gemeinsam mit Carl Friedrich von Weizsäcker geleitet wurde. Es ist Habermas’ erster Versuch einer umfassenden Gesellschaftstheorie. Ab Ende der 1970er Jahre beschäftigte sich Habermas nicht mehr mit der Überwindung des kapitalistischen Gesellschaftssystems. Ein darauf ausgerichteter Krisenbegriff wurde dadurch für sein weiteres Werk (Theorie des kommunikativen Handelns) hinfällig.
Innerhalb der Politikwissenschaft wurde Legitimitätsprobleme im Spätkapitalismus in den 1970er-Jahren breit rezipiert und seitens marxistisch ausgerichteter Staatstheorie abgelehnt. Besonders die Annahme einer erfolgreichen politisch-administrativen Überformung der Ökonomie wurde kritisiert.
Auf der Tagung der Deutschen Vereinigung für Politische Wissenschaft in Duisburg im Herbst 1975 stand das Thema Legitimitat im Fokus. Wilhelm Hennis eröffnete mit dem Vortrag Legitimität – Zu einer Kategorie der bürgerlichen Gesellschaft, in dem er sich auch kritisch zu den Überlegungen von Habermas äußerte. So hält es Hennis beispielsweise für abwegig und historisch auch nicht korrekt, gerade Legitimität als ein Hauptproblem der spätkapitalistischen Gesellschaft zu identifizieren, und nicht besser Stabilität und Erhaltung. Habermas sprach zum Thema Legitimationsprobleme im modernen Staat und im Anschluss gab es eine Diskussion mit Helmut Girndt und Eberhard Simons.